# Józef Wasilewski (1806–1886)
Józef Wasilewski (ur. 1806 w Oleszy – zm. 1886) – powstaniec listopadowy.
W 1823  wstąpił do artylerii gwardii Wojska Polskiego, gdzie dosłużył się stopnia porucznika. W powstaniu brał udział w bitwach o Olszynkę Grochowską oraz pod i Boremlem i Ostrołęką, odznaczony Krzyżem Virtuti Militari. Po upadku powstania przebywał 10 lat we Francji, w 1848 roku aresztowany przez Austriaków. Był więziony w Wiedniu, po amnestii osiadł w Stanisławowie.
Pochowany w kwaterze powstańców listopadowych na Cmentarzu Sapieżyńskim w Stanisławowie.